# Rainer Simon
Rainer Simon (ur. 11 stycznia 1941 w Hainichen) – niemiecki reżyser i scenarzysta filmowy.
Jeden z najwybitniejszych twórców kina z NRD. Autor 14 filmów fabularnych. Jako jedyny filmowiec z Niemiec Wschodnich został laureatem Złotego Niedźwiedzia na 35. MFF w Berlinie Zachodnim za film Kobieta i obcy (1985).